# Пяски (Конінський повіт)
Пя́ски (пол. Piaski) — село в Польщі, у гміні Скульськ Конінського повіту Великопольського воєводства.
У 1975—1998 роках село належало до Конінського воєводства.